# Viktor Brack
Viktor Hermann Brack (Haaren, 9 november 1904 - Landsberg am Lech, 2 juni 1948) was een veroordeelde oorlogsmisdadiger en lid van de Schutzstaffel (SS), een paramilitaire organisatie onder de nazi's. Hij was een van de voornaamste organisatoren van het Aktion T4 euthanasieprogramma van de nazi's, dat leidde tot de systematische moord op tussen de 275.000 en 300.000 mensen met een handicap.
Brack bekleedde diverse verantwoordelijke functies binnen Hitlers Kanselarij in Berlijn. Na zijn betrokkenheid bij het T4-programma werd hij aangewezen als een van de verantwoordelijken voor het vergassen van Joden in vernietigingskampen. Hij had overlegd met Odilo Globočnik over hoe dit te implementeren als onderdeel van het Jodenvraagstuk, het plan van de nazi's om de Joodse bevolking uit te roeien.
In 1947 werd Brack ter dood veroordeeld tijdens het artsenproces, een reeks processen tegen artsen en andere medische professionals die betrokken waren bij oorlogsmisdaden en misdaden tegen de menselijkheid tijdens de Tweede Wereldoorlog. Hij werd in 1948 geëxecuteerd door ophanging in de gevangenis van Landsberg.